# Eva Marie Ditan
Eva Marie Ditan (22 de marzo de 1978) es una deportista filipina que compitió en taekwondo. Ganó una medalla de bronce en el Campeonato Asiático de Taekwondo de 1996 en la categoría de –43 kg.

## Palmarés internacional
| Campeonato Asiático | Campeonato Asiático   | Campeonato Asiático | Campeonato Asiático |
| Año                 | Lugar                 | Medalla             | Categoría           |
| ------------------- | --------------------- | ------------------- | ------------------- |
| 1996                | Melbourne (Australia) | Medalla de bronce   | –43 kg              |